# Rances VD
| VD ist das Kürzel für den Kanton Waadt in der Schweiz. Es wird verwendet, um Verwechslungen mit anderen Einträgen des Namens Rances zu vermeiden. |

Rances ist eine politische Gemeinde im Distrikt Jura-Nord vaudois des Kantons Waadt in der Schweiz.

## Geographie
Rances liegt auf 564 m ü. M., 4 km nördlich von Orbe und 8 km westsüdwestlich der Bezirkshauptstadt Yverdon-les-Bains (Luftlinie). Das Bauerndorf erstreckt sich am Rand des Jurafussplateaus zwischen der Orbeebene und dem Jura, nördlich des Tals des Mujon.
Die Fläche des 9,8 km² grossen Gemeindegebiets umfasst einen Abschnitt des Jurafussplateaus und des Waadtländer Juras. Der Gemeindeboden erstreckt sich in einem schmalen Streifen vom Bois de Vuavre (515 m ü. M.) westwärts über die Talniederung des Mujon, das Plateau und den steilen Jurahang bis auf die Antiklinale des Suchet. Der Suchet bildet mit 1588 m ü. M. den höchsten Punkt von Rances. Ein kleiner Gemeindeteil liegt westlich dieses Berges im Einzugsgebiet der Jougnena, eines Nebenflusses der Orbe. Auf der Suchet-Kette befinden sich ausgedehnte Jurahochweiden mit den typischen mächtigen Fichten, die entweder einzeln oder in Gruppen stehen. Von der Gemeindefläche entfielen 1997 4 % auf Siedlungen, 36 % auf Wald und Gehölze, 59 % auf Landwirtschaft und etwas weniger als 1 % war unproduktives Land.
Zu Rances gehören zahlreiche Einzelhöfe, die weit verstreut auf dem Plateau und auf den Jurahöhen liegen. Die Nachbargemeinden von Rances sind im Norden Baulmes, im Nordosten Champvent, im Südosten Mathod, im Südsüdosten Valeyres-sous-Rances, im Süden Sergey und im Südwesten und Westen L’Abergement.

## Bevölkerung
Mit 525 Einwohnern (Stand 31. Dezember 2023) gehört Rances zu den kleinen Gemeinden des Kantons Waadt. Von den Bewohnern sind 96,7 % französischsprachig, 1,2 % deutschsprachig und 0,7 % italienischsprachig (Stand 2000). Die Bevölkerungszahl von Rances belief sich 1900 auf 493 Einwohner. Danach wurde bis 1970 (314 Einwohner) eine starke Abwanderung verzeichnet. Seither hat die Bevölkerung wieder deutlich zugenommen.

## Wirtschaft
Rances ist noch heute ein landwirtschaftlich geprägtes Dorf. Am Südhang unterhalb des Ortes befindet sich ein Weinbaugebiet. Auf den fruchtbaren Böden des Jurafussplateaus wird Ackerbau betrieben, während auf den Jurahöhen Viehzucht und Milchwirtschaft vorherrschen. Weitere Arbeitsplätze bietet das lokale Kleingewerbe an. Da sich Rances in den letzten Jahrzehnten allmählich zu einer Wohngemeinde entwickelte, sind viele Erwerbstätige Wegpendler, die vor allem in Orbe oder Yverdon arbeiten.

## Verkehr
Die Gemeinde liegt zwar abseits der grösseren Durchgangsstrassen, ist aber durch den rund 3 km entfernten Anschluss Orbe an die Autobahn A9 leicht zu erreichen. Durch die beiden Postautolinien Yverdon - Orbe und Orbe - Baulmes ist Rances an das Netz des öffentlichen Verkehrs angebunden.

## Geschichte
Das Gemeindegebiet von Rances war schon sehr früh besiedelt, was durch Funde von Schalensteine, von Siedlungsresten aus der Bronzezeit und von Grabhügeln aus der Eisenzeit bezeugt wird. Die erste schriftliche Erwähnung des Ortes erfolgte bereits im Jahr 973 unter dem Namen Rancias. Zu dieser Zeit gehörte Rances zum Pagus (Gau) von Yverdon im Königreich Burgund. Im Mittelalter war der Ort Teil der Herrschaft Les Clées. 1548 fiel fast das gesamte Dorf ausser der Kirche und einiger umliegender Häuser einer Feuersbrunst zum Opfer.
Mit der Eroberung der Waadt durch Bern im Jahr 1536 wurde Rances Teil der Kastlanei Les Clées unter der Landvogtei Yverdon. Nach dem Zusammenbruch des Ancien Régime gehörte das Dorf von 1798 bis 1803 während der Helvetik zum Kanton Léman, der anschliessend mit der Inkraftsetzung der Mediationsverfassung im Kanton Waadt aufging. Es wurde 1798 dem Bezirk Orbe zugeteilt.

## Sehenswürdigkeiten
Die Kirche Saint-Sulpice, 1228 erstmals erwähnt, war im Mittelalter die bedeutendste Kirche in der Herrschaft Les Clées. Nach einem Teileinsturz im Jahr 1820 wurde sie grösstenteils neu erbaut. Die Zehntscheune stammt von 1597. Im dicht bebauten Ortskern sind einige typische Bauernhäuser aus dem 17. bis 19. Jahrhundert erhalten.

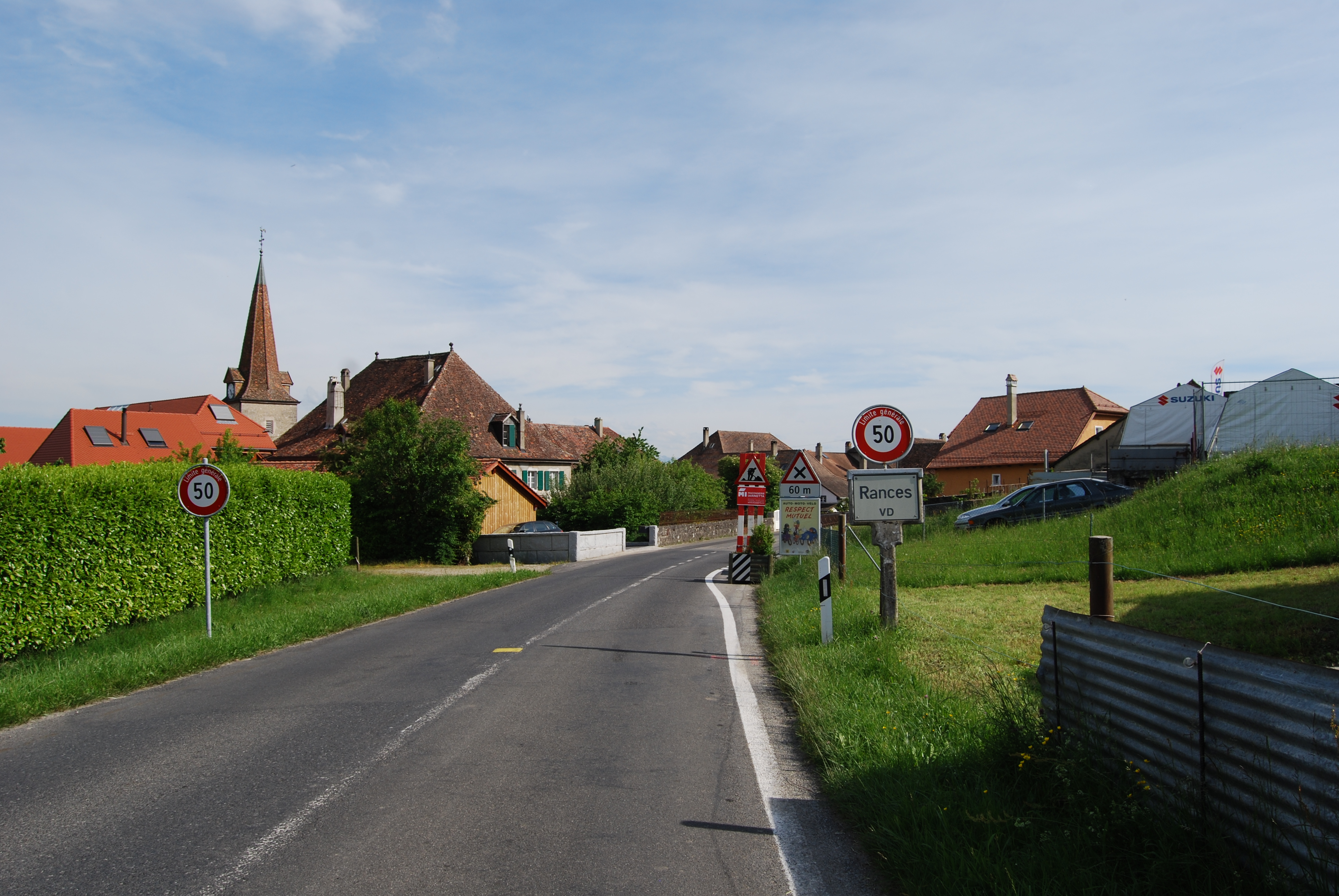
Ortseingang
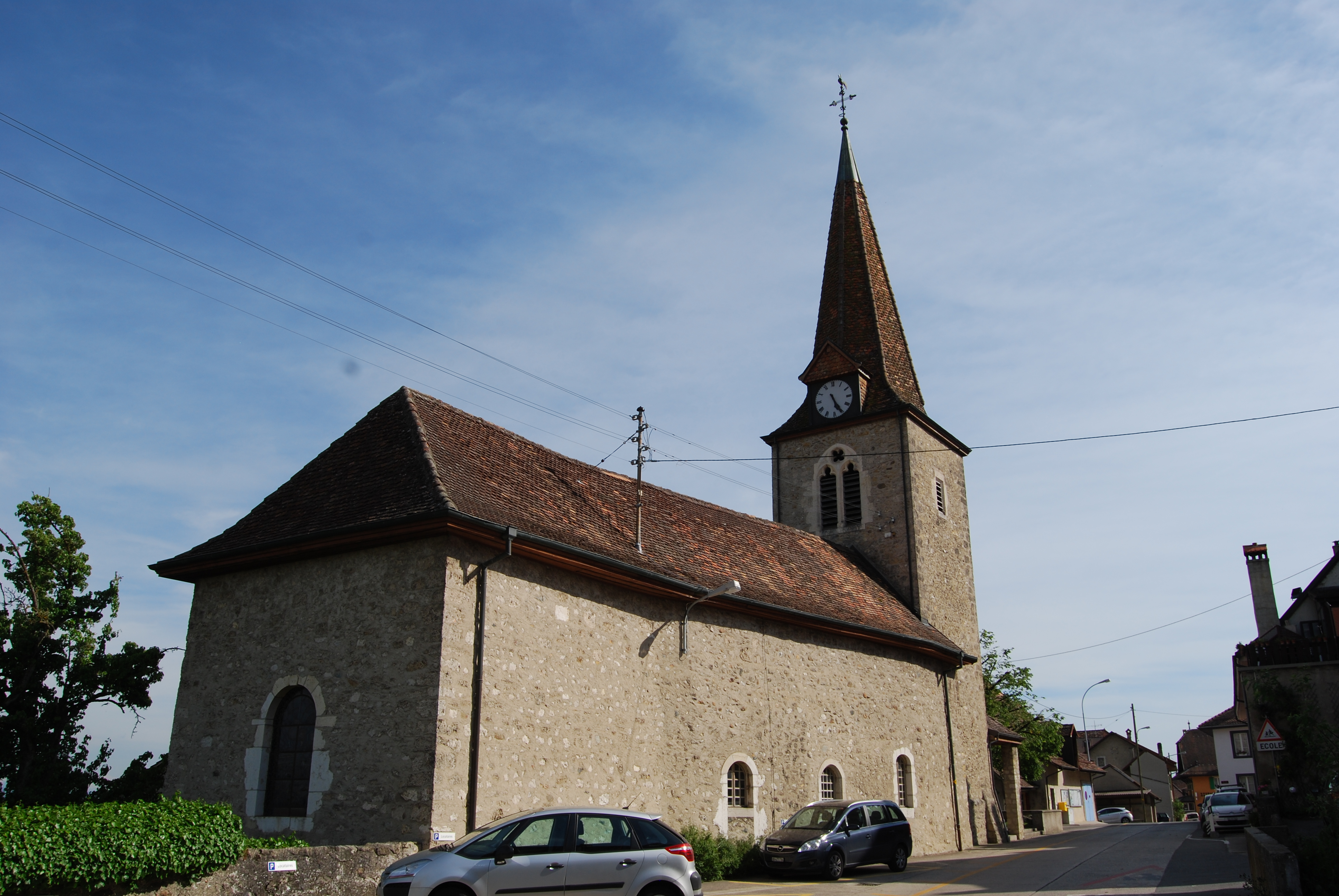
Kirche
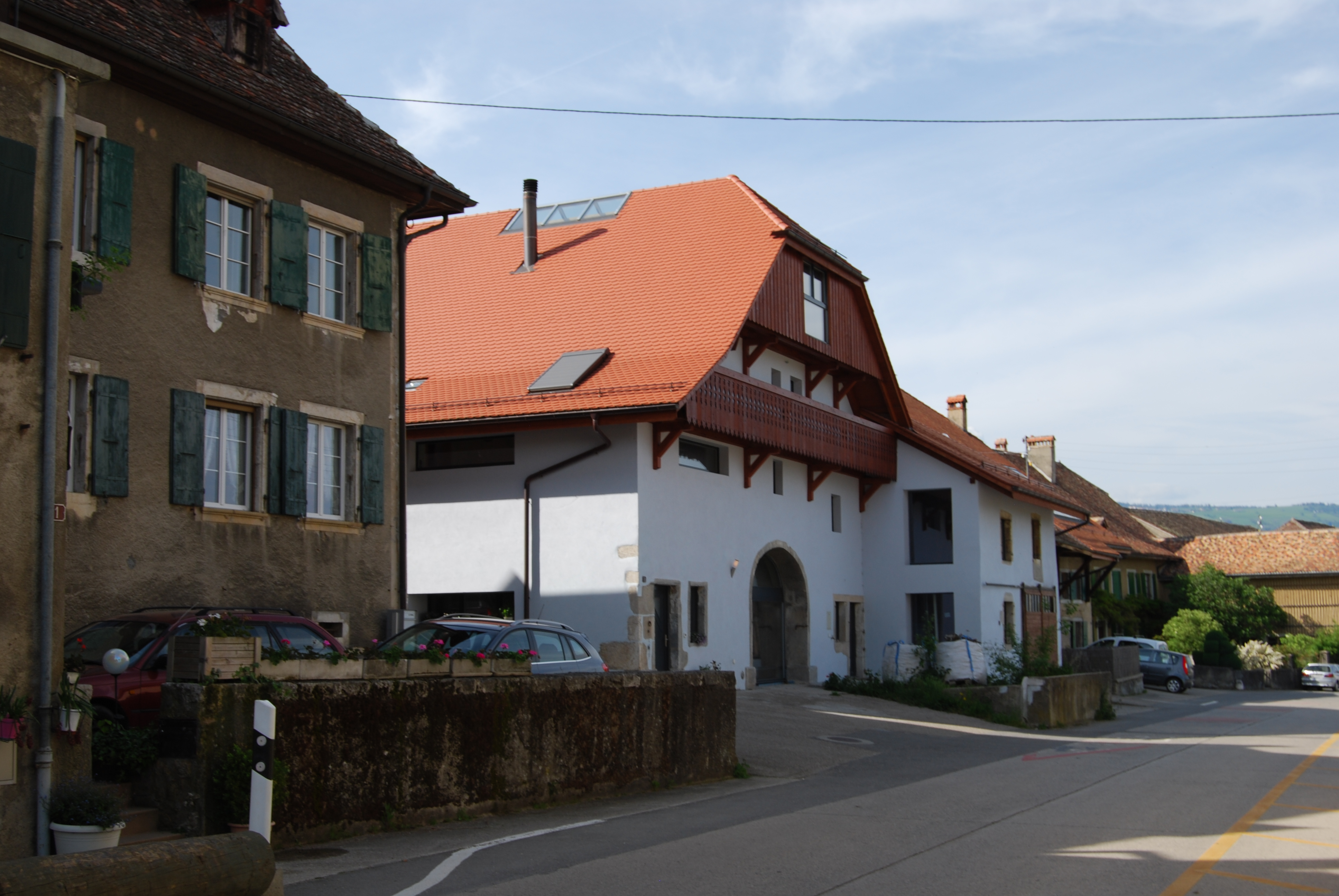
Bauernhäuser im Ortszentrum
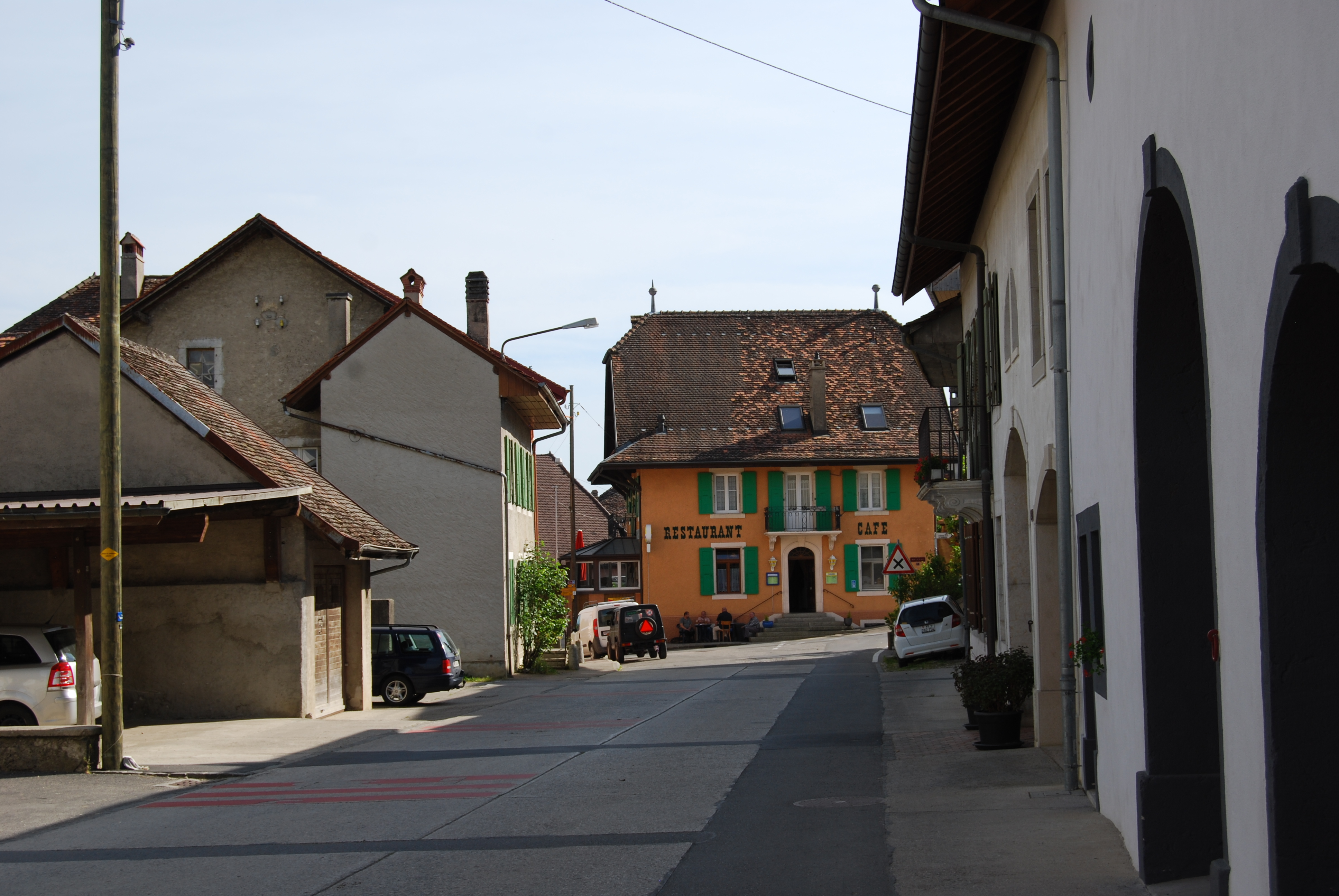
Dorfstrasse

## Persönlichkeiten
- Sacha Margairaz (* 1980), Schweizer Fussballspieler
- Xavier Margairaz (* 1984), Schweizer Fussballspieler